# Креон д'Армањак
Креон д'Армањак (фр. Créon-d'Armagnac) насеље је и општина у југозападној Француској у региону Аквитанија, у департману Ланд која припада префектури Мон де Марсан.
По подацима из 2011. године у општини је живело 345 становника, а густина насељености је износила 16,23 становника/km². Општина се простире на површини од 21,26 km². Налази се на средњој надморској висини од 150 метара (максималној 163 m, а минималној 110 m).

## Демографија
| 1962. | 1968. | 1975. | 1982. | 1990. | 1999. | 2011. |
| ----- | ----- | ----- | ----- | ----- | ----- | ----- |
| 269   | 299   | 289   | 258   | 286   | 282   | 345   |

График промене броја становника у току последњих година